# Pérols-sur-Vézère
Pérols-sur-Vézère (Peròls de Vesera auf Okzitanisch) ist eine französische Gemeinde mit 199 Einwohnern (Stand 1. Januar 2022) im Département Corrèze in der Region Nouvelle-Aquitaine. Die Bewohner nennen sich Pérolais(es).

## Geografie
Die Gemeinde liegt im Zentralmassiv auf dem Plateau de Millevaches und somit auch im Regionalen Naturpark Millevaches en Limousin. Die Vézère bildet die Grenze zwischen den Gemeinden Bugeat und Pérols-sur-Vézère. Des Weiteren durchfließen zwei Nebenflüsse der Vézère das Gemeindegebiet: der Ars und die Corrèze, wobei letztere hier auch entspringt.

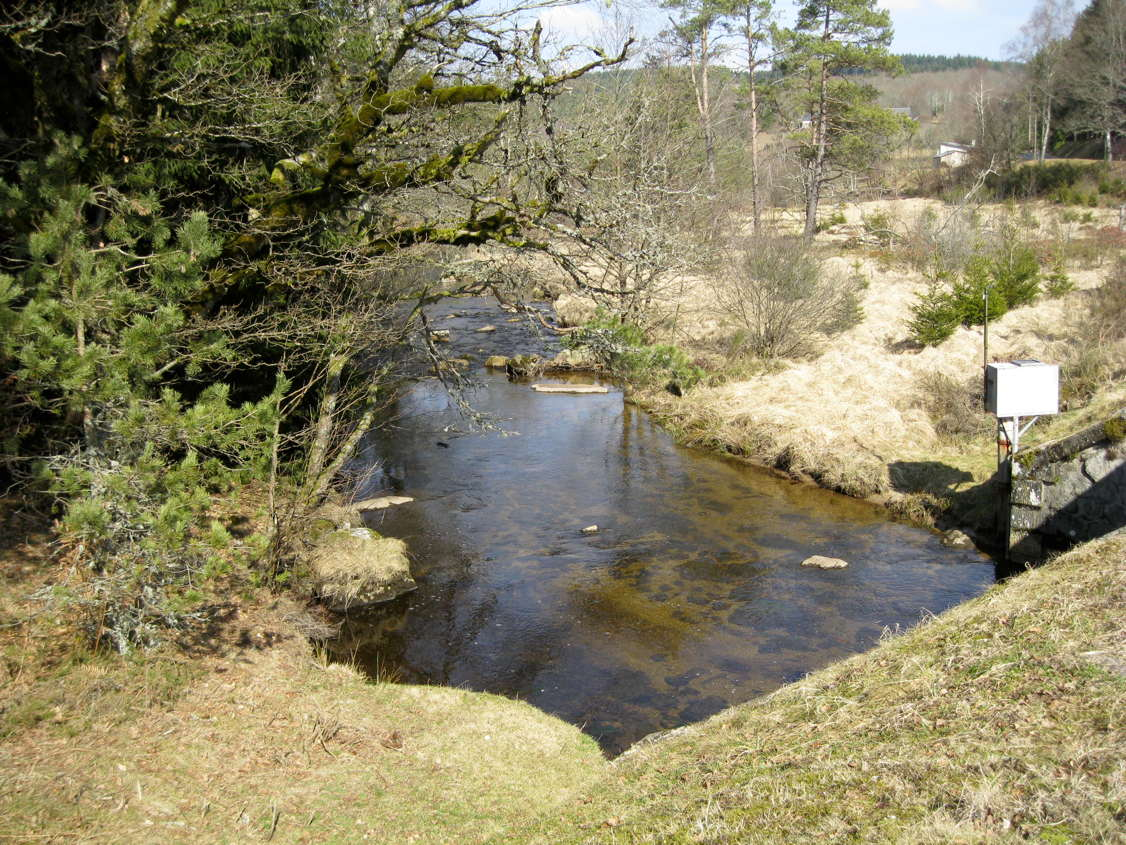
Der Fluss Ars

Tulle, die Präfektur des Départements, liegt ungefähr 55 Kilometer südwestlich, Égletons etwa 30 Kilometer südlich und Ussel rund 36 Kilometer südöstlich.
Nachbargemeinden von Pérols-sur-Vézère sind Saint-Merd-les-Oussines im Norden, Meymac im  Nordosten, Ambrugeat im Osten, Bonnefond im Süden sowie Bugeat im Westen.
Der Lac de Viam liegt etwa neun Kilometer westlich von Pérols-sur-Vézère.

### Verkehr
Der Ort liegt ungefähr 33 Kilometer nordwestlich der Abfahrt 22 der Autoroute A89.

## Wappen
Beschreibung: In Gold ein rotes Eichhörnchen auf einem grünen Zweig mit Blättern und Früchten.

## Einwohnerentwicklung
| Jahr      | 1962 | 1968 | 1975 | 1982 | 1990 | 1999 | 2007 | 2018 |
| Einwohner | 287  | 373  | 297  | 229  | 214  | 182  | 184  | 188  |

## Sehenswürdigkeiten
- Kirche Saint-Côme, ein Sakralbau aus dem 18. und 20. Jahrhundert, als Monument historique gekennzeichnet[2]
- Kapelle Saint-Leonard, ein Sakralbau aus dem 12. und 13. Jahrhundert, als Monument historique gekennzeichnet[3]
- Brücke von Varieras über den Fluss Ars aus dem 18. Jahrhundert als Monument historique gekennzeichnet[4]